# دوايت أ. براون
دوايت أ. براون هو سياسي أمريكي، ولد في 1918، وتوفي في 17 ديسمبر 1990. نشط حزبياً في الحزب الجمهوري. وقد انتخب عضو مجلس نواب مين ‏.